# 우타이타니주
우타이타니주(태국어: อุทัยธานี)는 태국의 주(창왓)의 하나이다. 이웃한 주는 북쪽부터 시계 방향으로 나콘사완 주, 차이낫 주, 수판부리 주, 깐차나부리 주, 딱 주이다.

## 지리
주는 짜오프라야강 계곡 상류의 평야부터 서쪽으로 숲으로 덮여있는 산까지 뻗어있다. 짜오프라야강의 지류인 사깨끄랑 강이 우타이타니 주의 주요 강이다.
후아이카캥 야생생물 보호구가 주 서쪽의 딱 주와의 경계에 있고 1991년에 세계 유산으로 공포되었다. 면적은 2,574km2이고 호랑이와 코끼리를 포함한 동남아시아의 거의 모든 숲 속 동물들이 살고 있다.

## 역사
원래는 몬족과 라와족이 이 지역에 살았다. 이 지역의 최초의 타이족 취락은 수코타이 왕조 때의 므앙 우타이이지만 이후 유로의 변화로 버려졌다. 아유타야 왕조 때 카렌족의 일원인 Patabeut은 현재의 위치에 취락을 부활시켰다. 도시는 왕국의 국경을 보호하는 요새 역할을 했다.
우타이타니는 라마 1세의 아버지의 고향으로 가장 유명하다. 라마 1세는 또한 도시의 이름을 우타이에서 우타이타니로 개칭했다.
1892년에 출라롱꼰 왕(라마 5세)은 우타이타니 지역에 몬톤 나콘사완을 합쳤고 1898년에 주가 형성되었다.

## 행정 구역
주에는 8개의 암프(군)와 더 세부 행정구역인 70개의 땀본 그리고 642개의 무반 (행정 구역)이 있다.
| 1. 므앙우타이타니군 2. 탑탄군 3. 사왕아롬군 4. 농창군 | 1. 농카양군 2. 반라이군 3. 란삭군 4. 후아이콧군 |